# Mistrovství Asie v rychlobruslení mužů
Mistrovství Asie v rychlobruslení mužů pořádá Mezinárodní bruslařská unie každoročně od roku 1999 s výjimkou roku 2002. Šampionáty jsou společné s ženským mistrovstvím. Závodí se ve velkém čtyřboji, tedy na tratích 500, 5000, 1500 a 10 000 m.

## Medailisté
| Rok  | Místo                        | Zlato                        | Stříbro                      | Bronz                        |
| ---- | ---------------------------- | ---------------------------- | ---------------------------- | ---------------------------- |
| 1999 | Nagano                       | Hirojuki Noake               | Takahiro Nozaki              | Kazuki Sawaguči              |
| 2000 | Ulánbátar                    | Hirojuki Noake               | Sergej Cibenko               | Keidži Širahata              |
| 2001 | Charbin                      | Keidži Širahata              | Hirojuki Noake               | Tošihiko Itokawa             |
| 2002 | Mistrovství Asie se nekonalo | Mistrovství Asie se nekonalo | Mistrovství Asie se nekonalo | Mistrovství Asie se nekonalo |
| 2003 | Charbin                      | Tošihiko Itokawa             | Takahiro Ušijama             | Hiroki Hirako                |
| 2004 | Čchunčchon                   | Li Čchang-jü                 | Hiroki Hirako                | I Sung-hwan                  |
| 2005 | Ikaho                        | Hiroki Hirako                | Takahiro Ušijama             | Kesato Mijazaki              |
| 2006 | Charbin                      | Dmitrij Babenko              | Naoki Jasuda                 | Kesato Mijazaki              |
| 2007 | Čchang-čchun                 | Čoj Kwun-won                 | Hiroki Hirako                | Kao Süe-feng                 |
| 2008 | Šen-jang                     | Hiroki Hirako                | Čoj Kwun-won                 | Sung Sing-jü                 |
| 2009 | Tomakomai                    | Čoj Kwun-won                 | Hiroki Hirako                | Dmitrij Babenko              |
| 2010 | Obihiro                      | I Sung-hun                   | Hiroki Hirako                | Dmitrij Babenko              |
| 2011 | Charbin                      | I Sung-hun                   | Dmitrij Babenko              | Ko Pjong-uk                  |
| 2012 | Astana                       | I Sung-hun                   | Hiroki Hirako                | Ču Hjong-čun                 |
| 2013 | Čchang-čchun                 | I Sung-hun                   | Dmitrij Babenko              | Sun Lung-ťiang               |

## Medailové pořadí závodníků
V tabulce jsou uvedeni pouze závodníci, kteří získali nejméně 1 zlatou medaili.
| Pořadí | Jméno            | Zlato | Stříbro | Bronz | Celkem |
| ------ | ---------------- | ----- | ------- | ----- | ------ |
| 1.     | I Sung-hun       | 4     | 0       | 0     | 4      |
| 2.     | Hiroki Hirako    | 2     | 5       | 1     | 8      |
| 3.     | Čoj Kwun-won     | 2     | 1       | 0     | 3      |
| 3.     | Hirojuki Noake   | 2     | 1       | 0     | 3      |
| 5.     | Dmitrij Babenko  | 1     | 2       | 2     | 5      |
| 6.     | Tošihiko Itokawa | 1     | 0       | 1     | 2      |
| 6.     | Keidži Širahata  | 1     | 0       | 1     | 2      |
| 8.     | Li Čchang-jü     | 1     | 0       | 0     | 1      |

## Medailové pořadí zemí
| Pořadí | Země        | Zlato | Stříbro | Bronz | Celkem |
| ------ | ----------- | ----- | ------- | ----- | ------ |
| 1.     | Japonsko    | 6     | 10      | 6     | 22     |
| 2.     | Jižní Korea | 6     | 1       | 3     | 10     |
| 3.     | Kazachstán  | 1     | 3       | 2     | 6      |
| 4.     | Čína        | 1     | 0       | 3     | 4      |